# Sandvikens stad
Denna artikel handlar om den tidigare kommunen Sandvikens stad. För orten se Sandviken, för dagens kommun, se Sandvikens kommun.
Sandvikens stad var en tidigare kommun i Gävleborgs län. Centralort var Sandviken och kommunkod 1952-1970 var 2181.

## Administrativ historik
Sandvikens stad bildades den 1 januari 1943 genom en ombildning av den dåvarande Sandvikens köping och Högbo landskommun. Staden påverkades inte av kommunreformen 1952 och förblev oförändrad fram till år 1971 då den kom att bli en del av den nya Sandvikens kommun.
Den 1 januari 1967 överfördes från Ovansjö landskommun och församling till Sandvikens stad och församling ett område med 12 invånare och omfattande en areal av 5,10 km², varav 5,05 km² land, samt i motsatt riktning ett obebott område omfattande en areal av 0,01 km², varav allt land.
I likhet med andra under 1900-talet inrättade stadskommuner fick staden inte egen jurisdiktion utan låg fortsatt under landsrätt i Gästriklands östra domsagas tingslag.

### Kyrklig tillhörighet
Staden tillhörde i kyrkligt hänseende Sandvikens församling.

### Sockenkod
För registrerade fornfynd med mera så återfinns staden inom ett område definierat av sockenkod 2435 som motsvarar den omfattning staden hade kring 1950, vilket innebär koden också motsvarar Högbo socken.

## Stadsvapnet
Blasonering: I blått fält en ånghammare, på vardera sidan åtföljd av ett i ginstammen placerat järnmärke, allt av silver.
Detta vapen fastställdes av Kungl. Maj:t den 11 juni 1943. Vapnet förs idag av den nuvarande Sandvikens kommun. Se artikeln om Sandvikens kommunvapen för mer information.

## Geografi

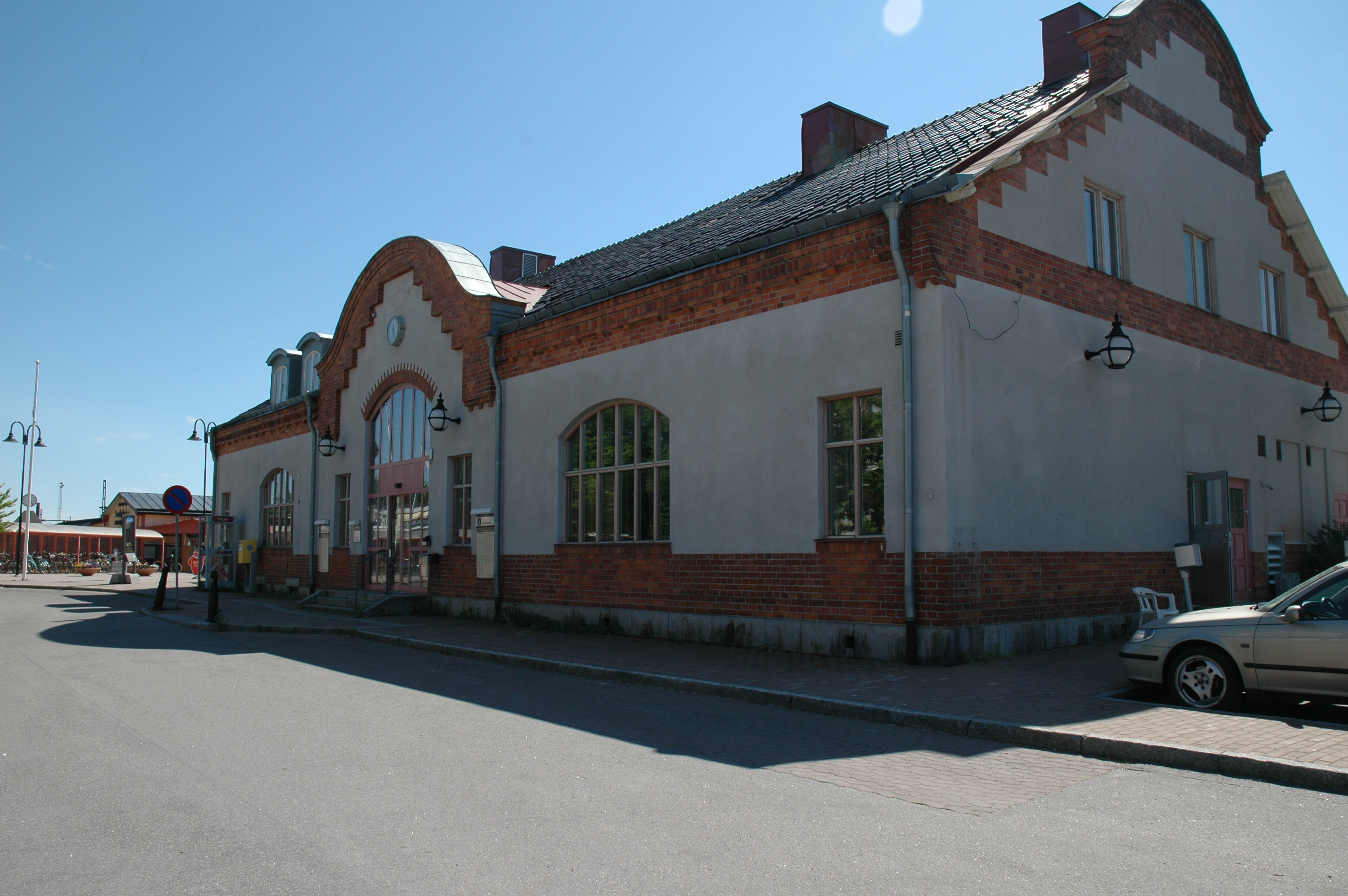
Järnvägsstationen i Sandviken.

Sandvikens stad omfattade den 1 januari 1952 en areal av 129,30 km², varav 111,35 km² land. Efter nymätningar och arealberäkningar färdiga den 1 januari 1958 omfattade staden den 1 januari 1961 en areal av 130,99 km², varav 113,66 km² land.

### Tätorter i staden 1960
| Tätort    | Folkmängd |
| --------- | --------- |
| Sandviken | 20 177    |
| Östanå    | 383       |
| Östanbyn  | 355       |
| Högbo     | 286       |

Tätortsgraden i staden var den 1 november 1960 96,7 procent.

## Befolkningsutveckling
| Befolkningsutvecklingen i Sandvikens stad 1945–1970 | Befolkningsutvecklingen i Sandvikens stad 1945–1970 | Befolkningsutvecklingen i Sandvikens stad 1945–1970 | Befolkningsutvecklingen i Sandvikens stad 1945–1970 | Befolkningsutvecklingen i Sandvikens stad 1945–1970 |
| --- | --------------------------------------------------- | --------------------------------------------------- | --------------------------------------------------- | --------------------------------------------------- |
| |                                                     |                                                     |                                                     |                                                     |
| År |                                                     |                                                     | Folkmängd                                           |                                                     |
| 1945 | 1945                                                |                                                     | 17 351                                              |                                                     |
| 1950 | 1950                                                |                                                     | 18 813                                              |                                                     |
| 1955 | 1955                                                |                                                     | 21 157                                              |                                                     |
| 1960 | 1960                                                |                                                     | 21 934                                              |                                                     |
| 1965 | 1965                                                |                                                     | 23 770                                              |                                                     |
| 1970 | 1970                                                |                                                     | 27 461                                              |                                                     |
| Anm: För år 1945: befolkning enligt folkräkning 31 december enligt den administrativa indelningen den 1 januari följande år. 1950 avser befolkning enligt folkräkning den 31 december enligt den administrativa indelningen den 1 januari 1952. 1955 avser den kyrkobokförda befolkningen den 31 december enligt den administrativa indelningen den 1 januari följande år. 1960 och 1965 avser befolkning enligt folkräkning den 1 november enligt den administrativa indelningen den 1 januari följande år. 1970 avser befolkning enligt folkräkning den 1 november i det område som Sandvikens stad omfattade när den ombildades till Sandvikens kommun 1 januari 1971. |                                                     |                                                     |                                                     |                                                     |

## Politik

### Mandatfördelning i valen 1942-1966
| 5 | 25 | 3 | 2 |

| 32 |

| 6 | 24 | 3 | 2 |

| 30 | 5 |

| 2 | 26 | 5 | 2 |

| 31 |

| 3 | 24 | 5 | 3 |

| 30 | 5 |

| 2 | 25 | 4 | 4 |

| 28 | 7 |

| 3 | 25 | 4 | 3 |

| 28 | 7 |

| 4 | 21 | 2 | 4 | 4 |

| 29 | 6 |

### Fotnoter
1. ↑  Per Andersson: Sveriges kommunindelning 1863-1993, Draking, Mjölby 1993, ISBN 91-87784-05-X, s. 87
2. ↑   ( PDF) Folk- och bostadsräkningen 1970, Del 1. Befolkning i kommuner och församlingar m.m.. Stockholm: Statistiska centralbyrån. 1972. sid. 62 & 252. Arkiverad från originalet den 6 juli 2015. https://www.webcitation.org/6ZpNsyqr4?url=http://www.scb.se/Grupp/Hitta_statistik/Historisk_statistik/_Dokument/SOS/Folk_o_bostadsrakningen_1970_1.pdf. Läst 16 november 2017 Arkiverad 24 september 2015 hämtat från the Wayback Machine.
3. ↑  Elsa Trolle Önnerfors: Domsagohistorik - Sandvikens tingsrätt (del av Riksantikvarieämbetets Tings- och rådhusinventeringen 1996-2007)
4. ↑  ”Förteckning (Sveriges församlingar genom tiderna)”. Skatteverket. 1989. http://www.skatteverket.se/privat/folkbokforing/omfolkbokforing/folkbokforingigaridag/sverigesforsamlingargenomtiderna/forteckning.4.18e1b10334ebe8bc80003999.html. Läst 17 december 2013.
5. ↑  Fornminnesregistret, Riksantikvarieämbetet: Sandvikens stad Fornminnen i socknen erhålls på kartan genom att skriva in sockennamn (utan "socken") i "Ange geografiskt område"
6. ↑  ”Svenska Heraldiska Föreningens vapendatabas”. Arkiverad från originalet den 18 oktober 2012. https://web.archive.org/web/20121018011750/http://databas.heraldik.se/index.php. Läst 25 januari 2011.
7. ↑   (PDF) Folkräkningen den 31 december 1950, I, Areal och folkmängd inom särskilda förvaltningsområden m.m., Tätorter. Stockholm: Statistiska centralbyrån. 1952-05-19. sid. 106. Arkiverad från originalet den 1 oktober 2014. https://www.webcitation.org/6T09ZkyrB?url=http://www.scb.se/Grupp/Hitta_statistik/Historisk_statistik/_Dokument/SOS/Folkrakningen_1950_1.pdf. Läst 9 oktober 2014 Arkiverad 29 oktober 2013 hämtat från the Wayback Machine.
8. ↑   ( PDF) Folkräkningen den 1 november 1960, I, Folkmängd inom kommuner och församlingar efter kön, ålder, civilstånd m.m.. Stockholm: Statistiska centralbyrån. 1961. sid. 54 & 203. Arkiverad från originalet den 15 juli 2015. https://www.webcitation.org/6a1zkRbkC?url=http://www.scb.se/Grupp/Hitta_statistik/Historisk_statistik/_Dokument/SOS/Folkrakningen_1960_01.pdf. Läst 16 november 2017 Arkiverad 14 oktober 2013 hämtat från the Wayback Machine.
9. ↑   ( PDF) Folkräkningen den 1 november 1960, II, Folkmängd inom tätorter efter kön, ålder och civilstånd.. Stockholm: Statistiska centralbyrån. 1961. sid. 27. Arkiverad från originalet den 29 juni 2015. https://www.webcitation.org/6ZeEB9Ija?url=http://www.scb.se/Grupp/Hitta_statistik/Historisk_statistik/_Dokument/SOS/Folkrakningen_1960_02.pdf. Läst 16 november 2017 Arkiverad 24 september 2015 hämtat från the Wayback Machine.
10. ↑  ”Historisk statistik efter serie”. Statistiska centralbyrån. Arkiverad från originalet den 30 december 2017. https://web.archive.org/web/20171230122632/http://www.scb.se/sv_/hitta-statistik/historisk-statistik/digitaliserat---statistik-efter-serie/. Läst 21 juni 2019.
11. ↑  ”Folkräkningen 1910–1960”. Statistiska centralbyrån. Arkiverad från originalet den 22 augusti 2018. https://web.archive.org/web/20180822113519/https://www.scb.se/sv_/Hitta-statistik/Historisk-statistik/Digitaliserat---Statistik-efter-serie/Sveriges-officiella-statistik-SOS-utg-1912-/Folk--och-bostadsrakningarna-1860-1990/Folkrakningen-1910-1960/. Läst 21 juni 2019.
12. ↑  ”Folk- och bostadsräkningen 1965–1990”. Statistiska centralbyrån. Arkiverad från originalet den 22 augusti 2018. https://web.archive.org/web/20180822145518/https://www.scb.se/sv_/Hitta-statistik/Historisk-statistik/Digitaliserat---Statistik-efter-serie/Sveriges-officiella-statistik-SOS-utg-1912-/Folk--och-bostadsrakningarna-1860-1990/Folk--och-bostadsrakningen-1965-1990/. Läst 21 juni 2019.